# Gaia (sonda espacial)
Gaia é um telescópio espacial da Agência Espacial Europeia (ESA) de astrometria, e sucessora da missão Hipparcos. Foi incluído no contexto do programa científico ESA Horizon 2000 Plus à longo prazo em 2000. Arianespace esperava lançar a missão Gaia para a ESA em Março de 2013,  usando um foguete Soyuz ST-B com uma estágio superior Fregat-MT. Gaia foi lançado em Kourou, na Guiana Francesa, em 19 de Dezembro de 2013, 09:12 UTC (06:12 hora local). O satélite separou do estágio superior do foguete 43 minutos após o lançamento a 09:54 UTC

## Objectivos
Gaia vai ser operado em uma órbita de Lissajous em um ponto de Lagrange L2 entre a órbita da Terra ao redor do Sol a uma distância de 1,5 milhões de quilômetros da terra.
A missão Gaia irá compilar um catálogo de aproximadamente um bilhão de estrelas de magnitude até 20. Seus objetivos incluem:
- Medições astro-métricas (ou posicional), determinando as posições, distâncias e movimentos próprios anual de estrelas com uma precisão de cerca de 20 μas (micro arco-segundos) a 15 mag, e 200 μas a 20 mag
- Medições espectrofotométricas, proporcionando multi-observações de época de cada objeto detectado
- Medições de velocidade radial.

Gaia está criando um mapa tridimensional extremamente preciso de estrelas ao longo da nossa Via Láctea e galáxias além, e mapear seus movimentos que codificam a origem e a evolução subsequente da Via Láctea. As medições espectrofotométricas irão fornecer propriedades  físicas detalhadas de cada estrela observada, caracterizando a sua luminosidade , temperatura efetiva , gravidade e composição química. Este maciço censo estelar irá fornecer os dados básicos de observação para combater uma ampla gama de problemas importantes relacionados com a origem, estrutura e história evolutiva da nossa Galáxia. Um grande número de quasares, galáxias, planetas extrassolares e objetos do sistema solar serão medidos ao mesmo tempo.
Gaia também será capaz de descobrir asteroides com órbitas que se situam entre a Terra e o Sol, uma região que é difícil monitoramento por telescópios terrestres uma vez que está visível no céu apenas durante parte do dia. 

## Avanços da missão
Em 12 de setembro de 2014, Gaia descobriu sua primeira supernova em outra galáxia. O primeiro catálogo com mais de um bilhão de estrelas foi publicado em 14 de setembro de 2016. Esta foi a maior pesquisa de objetos celestes de todo o céu até a data.

### Divulgação de dados
A primeira liberação de dados, Gaia DR1, baseada em 14 meses de observações feitas até setembro de 2015, ocorreu em 13 de Setembro de 2016. Os dados desta liberação pode ser acessado no arquivo de Gaia.

## Ligações Externas
- Missão Gaia ESA
- Gaia em profundidade
- Páginas da missão para a comunidade científica
- Gaia Study Report Resumo dos objetivos científicos da missão
- Origins Billion Star Survey (OBSS) Um projeto similar proposto em colaboração entre a  NASA e o Observatório Naval dos EUA.